# 陸景融
陆景融（？—748年1月19日），唐朝苏州吴县人。陆元方之子，陆象先、陸景倩之弟。祖父陆玄之，字又玄，豫章县尉。

## 生平
陆景融身长七尺，美姿质，宽内厚外。博学，工于笔札。以恩荫补千牛，转任新郑县令，有政绩，历任大理正、荥阳郡太守、河南尹、兵部侍郎、吏部侍郎、左右丞、工部尚书、东都留守、襄阳郡太守、陈留郡太守，并兼采访使。与张九龄入相，用严挺之为尚书左丞，知吏部选，陆景融知兵部选。天宝六载十二月十五丙辰（748年1月19日），工部尚书陆景融去世，赠广陵郡都督。陆景融是陆象先的后母弟。陆象先被笞，陆景融劝谏，其母不听，于是自己打自己，母亲被损威，人多其友。四世孙陆希声。其弟陆景献，官至殿中侍御史、屯田员外郎，陆景裔，官至河南令、库部郎中。都有美誉。僧一行年轻时，曾经和与陸象先兄弟相友善，常对人说：“陆氏兄弟都有才行，古之荀、陈，无以加也。”他们被当时所如此称道。

## 子孙
- 陆沛，屯田郎中
  - 陆敏，江夏令
    - 陆岘，润州司户参军

  - 陆驯，陈州司马
    - 陆志和
    - 陆惠和
- 陆泳，秦州刺史
  - 陆盛，黄岩令
    - 陆素平
    - 陆素长
    - 陆素刚
- 陆清
- 陆涓，阳翟令
  - 陆孟儒，苏州司士参军
    - 陆翱，字楚臣
      - 陆希声，唐昭宗年间为宰相

  - 陆仲文
  - 陆季雍，太平令
- 陆渐
  - 陆玮